# Sumatrafasan
Sumatrafasan (Lophura inornata) är en fågel i familjen fasanfåglar inom ordningen hönsfåglar. Den är endemisk för bergsskogar på ön Sumatra i Indonesien. Fågeln tros minska till följd av jakt och skogsavverkningar. IUCN kategoriserar den som nära hotad.

## Utseende och läte
Sumatrafasan är en knubbig fasan, med glänsande mörkblå fjäderdräkt hos hanen och varmbrun med mörk stjärt hos honan. Båda könen har relativt kort stjärt, bar röd hud i ansiktet och ljusa näbbar med en liten krok längst ut. Fågeln är relativt tystlåten, men avger ibland djupa kontaktläten och ljudligt vingbuller från hanen under spelet.

## Utbredning och systematik
Sumatrafasan förekommer enbart på Sumatra i Indonesien. Den delas ofta upp i två underarter med följande utbredning:
- Lophura inornata inornata – förekommer i bergsskogarna på centrala och södra Sumatra
- Lophura inornata hoogerwerfi – nordvästra Sumatra

Länge var taxonet hoogerwerfi bara känt från två honor insamlade cirka 1839, och en hane som kort observerats. Idag är den känd från flera observationer och infångade exemplar. Tidigare behandlades taxonet som egen art.

## Levnadssätt
Sumatrafasan hittas i bergsskogar. Där födosöker den tystlåtet på marken, vanligen enstaka men ibland parvis.

## Status och hot
Arten har ett stort utbredningsområde, men tros minska i antal till följd av jakt och habitatförlust, dock inte tillräckligt kraftigt för att den ska betraktas som hotad. Internationella naturvårdsunionen IUCN listar arten som nära hotad (LC).

## Namn
Arten kallades tidigare salvadorifasan, hedrande Tommaso Salvadori som beskrev arten 1879. Namnet justerades 2023 till ett enklare och mer informativt av BirdLife Sveriges taxonomikommitté.